# Ultimate Box
Ultimate Box è un cofanetto contenente 2 CD e 3 DVD della cantante canadese Céline Dion, pubblicato il 27 febbraio 2008 esclusivamente in Giappone.

## Pubblicazione e contenuti
Il 27 febbraio 2008, la Sony Music Entertainment Japan mise in commercio anche l'Ultimate Box in edizione limitata. Questo cofanetto a cinque dischi include due CD (Taking Chances e Complete Best) e tre DVD (Live in Las Vegas: A New Day..., All the Way ... A Decade of Song & Video,ampliato con sei videoclip e Taking Chances Recording Sessions). Ultimate Box ha raggiunto la posizione numero 109 della classifica Oricon Albums in Giappone nel marzo 2008.

## Tracce

### CD 1 -Taking Chances
1. Taking Chances – 4:02 (Kara DioGuardi, David A. Stewart)
2. Alone – 3:23 (Billy Steinberg, Tom Kelly)
3. Eyes on Me – 3:53 (Kristian Lundin, Savan Kotecha, Delta Goodrem)
4. My Love – 4:08 (Linda Perry)
5. Shadow of Love – 4:10 (Anders Bagge, Aldo Nova, Peter Sjöström)
6. Surprise Surprise – 5:14 (DioGuardi, Martin Harrington, Ash Howes)
7. This Time – 3:47 (David Hodges, Moody, Steven McMorran)
8. New Dawn – 4:45 (Perry)
9. A Song for You – 3:27 (Bagge, Nova, Robert Wells)
10. A World to Believe In – 4:08 (Tino Izzo, Rosanna Ciciola)
11. Can't Fight the Feelin – 3:51 (Nova)
12. I Got Nothin' Left – 4:20 (Shaffer Smith, Chuck Harmony)
13. Right Next to the Right One – 4:10 (Tim Christensen)
14. Fade Away – 3:17 (Peer Åström, David Stenmarck, Nova)
15. That's Just the Woman in Me – 4:33 (Kimberley Rew)
16. Skies of L.A. – 4:24 (Tricky Stewart, The-Dream, Kuk Harrell)
17. Map to My Heart – 4:15 (Guy Roche, Shelly Peiken)
18. The Reason I Go On – 3:42 (Christian Leuzzi, Nova, Anders Borgius)

### CD 2 -Complete Best
1. A World to Believe In (feat. Yuna Ito) (U.S.A. Mix) – 4:11 (Tino Izzo, Rosanna Ciciola, Natsumi Kobayashi)
2. My Heart Will Go On – 4:41 (James Horner, Will Jennings)
3. To Love You More (Radio Edit) – 4:49 (David Foster, Junior Miles)
4. The Power of Love (Radio Edit) – 4:46 (Gunther Mende, Candy DeRouge, Jennifer Rush, Mary Susan Applegate)
5. Beauty and the Beast (feat. Peabo Bryson) – 4:05 (Alan Menken, Howard Ashman)
6. Because You Loved Me – 4:35 (Diane Warren)
7. It's All Coming Back to Me Now (Radio Edit) – 5:32 (Jim Steinman)
8. Be the Man – 4:41 (Foster, Miles)
9. I'm Your Angel (feat. R. Kelly) – 5:31 (Kelly)
10. Where Does My Heart Beat Now – 4:35 (Robert White Johnson, Taylor Rhodes)
11. The Power of the Dream – 4:32 (Foster, Babyface, Linda Thompson)
12. When I Fall in Love (feat. Clive Griffin) – 4:23 (Edward Heyman, Victor Young)
13. That's the Way It Is – 4:04 (Max Martin, Kristian Lundin, Andreas Carlsson)
14. A New Day Has Come (Radio Remix) – 4:21 (Aldo Nova, Stephan Moccio)
15. I'm Alive – 3:32 (Lundin, Carlsson)
16. I Drove All Night – 4:02 (Billy Steinberg, Tom Kelly)
17. Taking Chances – 4:03 (DioGuardi, Stewart)

### DVD 1 -Live in Las Vegas: A New Day...
1. A New Day Has Come (Nova, Moccio)
2. The Power of Love (Mende, DeRouge, Rush, Applegate)
3. It's All Coming Back to Me Now (Jim Steinman)
4. Because You Loved Me (Warren)
5. To Love You More (Foster, Miles)
6. I'm Alive (Lundin, Carlsson)
7. I Drove All Night (Steinberg, Kelly)
8. Seduces Me (Dan Hill, John Sheard)
9. If I Could (Ron Miller, Ken Hirsch, Marti Sharron)
10. Pour que tu m'aimes encore (Jean-Jacques Goldman)
11. I Surrender (Louis Biancaniello, Sam Watters)
12. Ammore Annascunnuto (Bruno Coulais, Felippe Fragione, Mario Castiglia)
13. All the Way (feat. Frank Sinatra) (Jimmy Van Heusen, Sammy Cahn)
14. I've Got the World on a String (Ted Koehler, Harold Arlen)
15. I Wish (Stevie Wonder)
16. Love Can Move Mountains (Warren)
17. River Deep – Mountain High (Ellie Greenwich, Jeff Barry, Phil Spector)
18. My Heart Will Go On (Horner Jennings)
19. Bonus feature: Because You Loved Me: a Tribute to the Fans

Durata totale: 41:00

### DVD 2 -Video Collections(All the Way... A Decade of Song & Videoexpanded)
1. The Power of Love (Mende, DeRouge, Rush, Applegate)
2. If You Asked Me To (Warren)
3. Misled (Peter Zizzo, Jimmy Bralower)
4. Beauty and the Beast (feat. Terry Bradford) (Live in Memphis) (Menken, Ashman)
5. Because You Loved Me (Warren)
6. It's All Coming Back to Me Now (Single Version) (Steinman)
7. Love Can Move Mountains (Warren)
8. To Love You More (feat. Taro Hakase) (Live in Memphis) (Foster, Miles)
9. My Heart Will Go On (Horner, Jennings)
10. I'm Your Angel (feat. R. Kelly) (Kelly)
11. That's the Way It Is (Lundin, Martin, Carlsson)
12. If Walls Could Talk (Robert John "Mutt" Lange)
13. The First Time Ever I Saw Your Face (Live) (Ewan MacColl)
14. All the Way (feat. Frank Sinatra) (Van Heusen, Cahn)
15. Then You Look at Me (Horner, Jennings)
16. I Want You to Need Me (Warren)
17. Live (for the One I Love) (Riccardo Cocciante, Luc Plamondon, Jennings)
18. A New Day Has Come (Nova, Moccio)
19. I'm Alive (Lundin, Carlsson)
20. I Drove All Night (Steinberg, Kelly)

1. You and I (Nova, Jacques Duval)
2. Taking Chances (DioGuardi, Stewart)
3. A World to Believe In (feat. Yuna Ito) (U.S.A. Mix) (Izzo, Ciciola, Kobayashi)

### DVD 3 -Taking Chances Recording Sessions
1. Opening
2. Alone (Steinberg, Kelly)
3. Eyes on Me (Lundin, Kotecha, Goodrem)
4. A Song for You (Bagge, Nova, Wells)
5. Surprise Surprise (DioGuardi, Harrington, Howes)
6. A World to Believe In (Izzo, Ciciola)
7. That's Just the Woman in Me (Rew)
8. The Reason I Go On (Leuzzi, Nova, Borgius)
9. Map to My Heart (Roche, Peiken)
10. Can't Fight the Feelin' (Nova)
11. This Time (Hodges, Moody, McMorran)
12. My Love (Perry)
13. Taking Chances (DioGuardi, Stewart)
14. Endroll